# Joziane Cardoso
Joziane da Silva Cardoso (Santa Cecília do Pavão, 18 de novembro de 1985) é uma atleta de corrida brasileira.
Foi a vencedora da Meia Maratona de São Paulo em 2014 e 2015. Em dezembro de 2014, disputou pela primeira vez e venceu a Volta Internacional da Pampulha, em Belo Horizonte. Já em 2016, venceu a Meia Maratona do Rio de Janeiro.